# Teoría del Ensayo
Teoría del Ensayo como categoría polémica y programática en el marco de un sistema global de géneros es una obra de Pedro Aullón de Haro publicada por primera vez en 1992. Consiste en una síntesis crítica del pensamiento disponible sobre la materia al tiempo que ofrece una teoría innovadora del género integrada a su vez en otra teoría acerca de los géneros literarios asimismo original.
Teoría del Ensayo se amplía en 2019 como monografía completa que clasifica y estudia por vez primera el conjunto de la serie (es decir: géneros proverbiales, retóricos y programáticos, historiográficos, memorialísticos, didácticos y académicos, periodísticos y divulgativos) bajo el título definitivo de:
Teoría del Ensayo y de los Géneros Ensayísticos.

## Concepto
La obra, que comienza (Primera Parte) por exponer aquello que considera el pensamiento fundamental sobre el género Ensayo: gracias a Georg Lukács, Max Bense, Theodor Adorno y algunos otros, construye orgánicamente (Segunda Parte) al modo geométrico una teoría triádica del sistema de géneros literarios concebido como totalidad: géneros artísticos o poéticos, géneros ensayísticos y géneros científicos. Ello se funda en una dialéctica de la continuidad/discontinuidad cuyos extremos definen una alternativa en el régimen del Todo cuyo segmento central describe los modos de transición entre uno y otro y, en consecuencia, una bidireccionalidad progresiva en la que todo texto literario en tanto discurso “altamente elaborado” tiene cabida.
Aullón de Haro explica la obra literaria como un discurso de lengua natural “altamente elaborado”, y como géneros literarios aquellos definibles como dominantemente artísticos y aquellos otros definibles como dominantemente ideológicos, teóricos o ensayísticos. Los  discursos tendentes al lenguaje artificial o cuando menos altamente terminologizados, esto es el discurso científico, señala el límite de los géneros literarios. Por otra parte, el autor entiende que uno de los errores mayores de la crítica literaria moderna ha consistido en no comprender que el Ensayo y, en su conjunto, los géneros ensayísticos, son la razón propia de la literatura moderna, el cierre de horquilla iniciada por la Poética aristotélica, la épica y la tragedia.
En términos estrictamente conceptuales, las contribuciones fundamentales de la obra probablemente pueden resumirse en:
1. Concepto de obra literaria como "discurso altamente elaborado".
2. Teoría global tanto sistemática como histórica de los Géneros literarios.
3. Los Géneros Artísticos o Poéticos y los Géneros Ensayísticos son los formantes de la Literatura. Los Géneros Científicos de relevante lenguaje artificial son las Ciencias, alternativa o complemento de la Literatura.
4. Concepto de Géneros Ensayísticos y su relación de continuidad/discontinuidad.
5. Idea del Ensayo como “libre discurso reflexivo” de creación moderna.
6. Concepto de “discurso reflexivo” como categoría capaz de definir el propio discurso del Ensayo fundado no en la “argumentatio” retórica ni en el juicio técnico o “juicio lógico” sino en el “juicio libre”.